# Camponotus brettesi
Camponotus brettesi är en myrart som beskrevs av Auguste-Henri Forel 1899. Camponotus brettesi ingår i släktet hästmyror, och familjen myror.

## Underarter
Arten delas in i följande underarter:
- C. b. brettesi
- C. b. canalis

## Bildgalleri

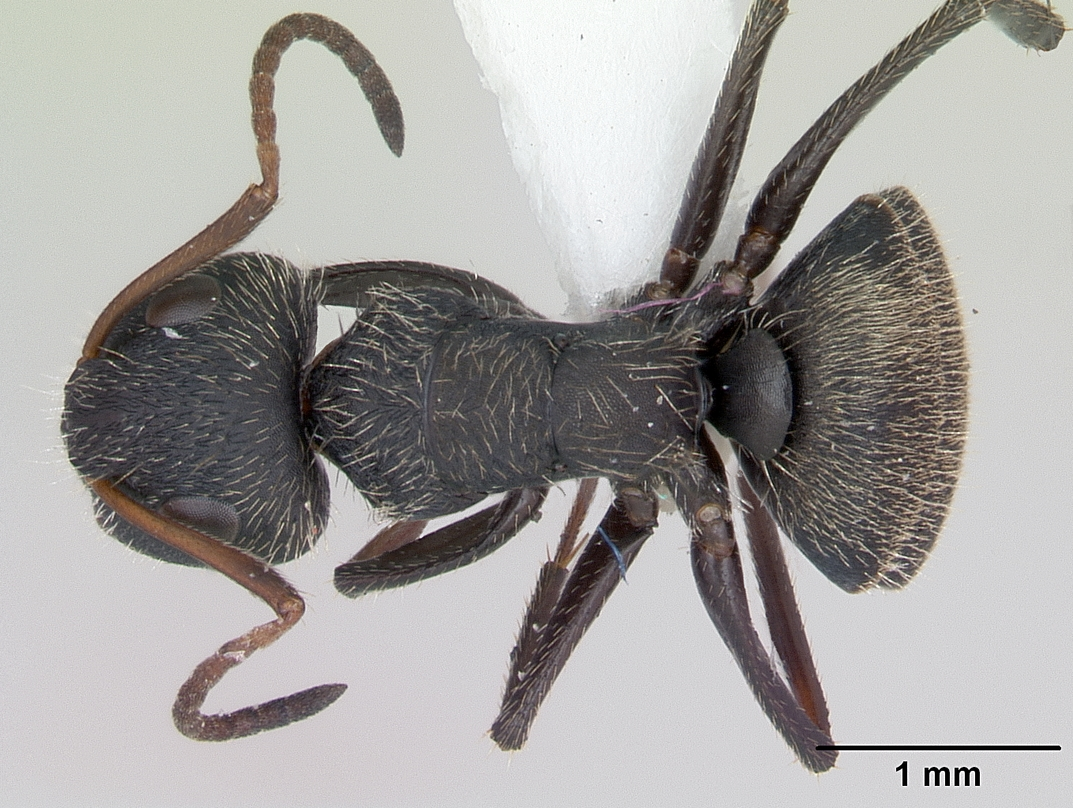
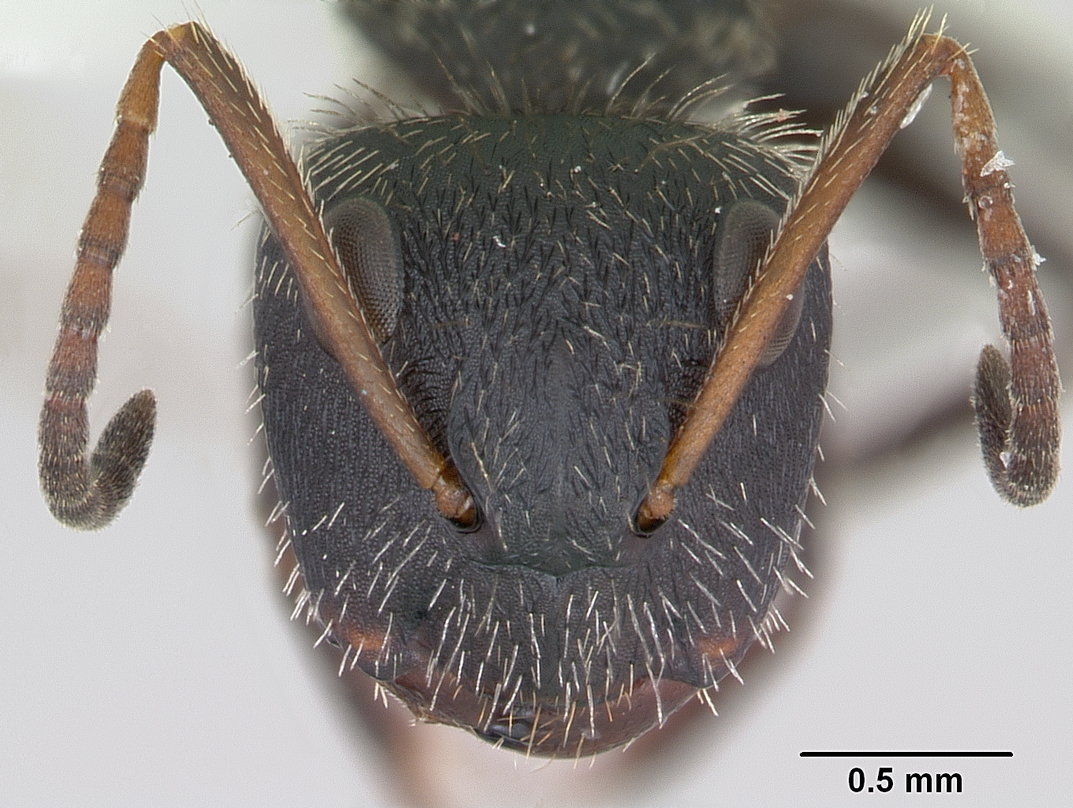
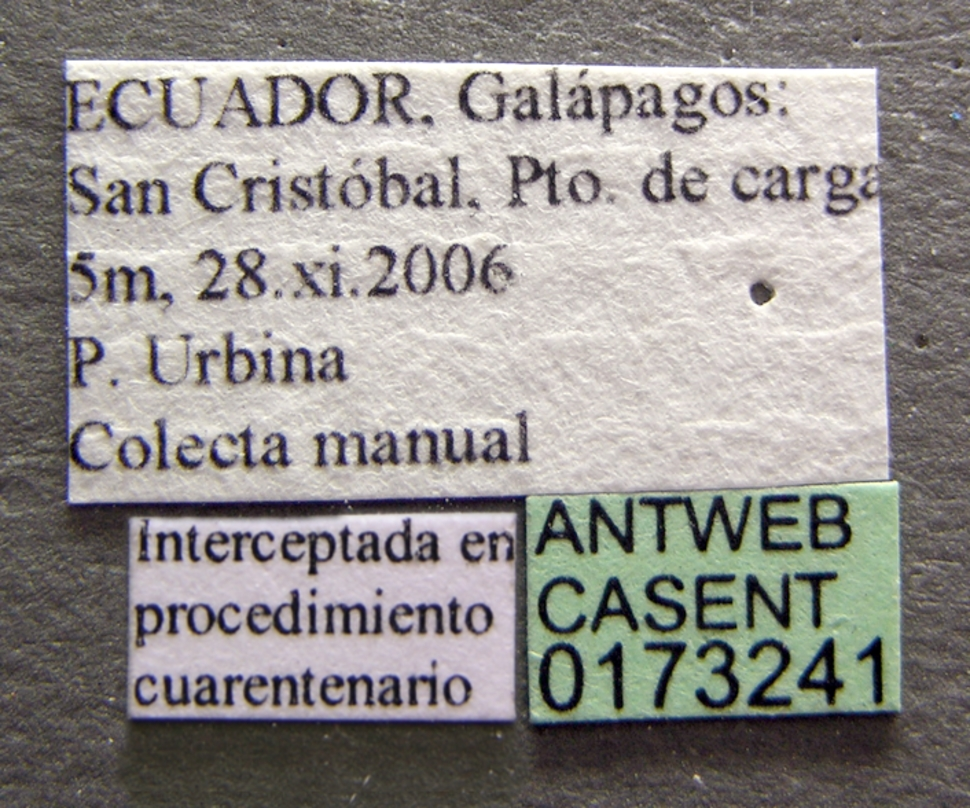
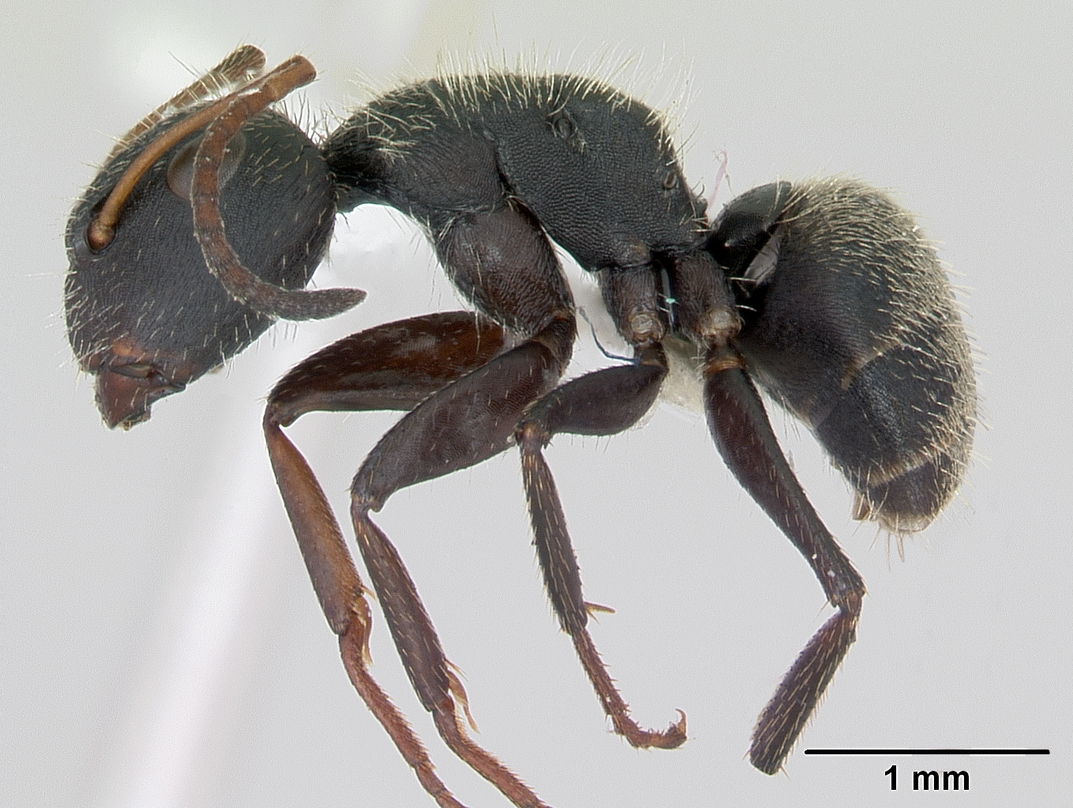